# Eardiston
Eardiston – wieś w Anglii, w hrabstwie Worcestershire, w dystrykcie Malvern Hills. Leży 21 km na północny zachód od miasta Worcester i 183 km na północny zachód od Londynu.